# 3024 Hainan
3024 Hainan је астероид са пречником од приближно 35,63 .
Афел астероида је на удаљености од 3,841 астрономских јединица (АЈ) од Сунца, а перихел на 3,002 АЈ.
Ексцентрицитет орбите износи 0,122, инклинација (нагиб) орбите у односу на раван еклиптике 14,774 степени, а орбитални период износи 2312,076 дана (6,330 година).
Апсолутна магнитуда астероида је 10,70 а геометријски албедо 0,073.
Астероид је откривен 23. октобра 1981. године.